# Kallima chinensis
Kallima chinensis är en fjärilsart som beskrevs av Swinhoe 1893. Kallima chinensis ingår i släktet Kallima och familjen praktfjärilar. Inga underarter finns listade i Catalogue of Life.